# 받침꽃아과
받침꽃아과(---亞科, 학명: Calycanthoideae 칼리칸토이데아이[*])는 받침꽃과의 아과이다.

## 하위 분류
- 납매속(Chimonanthus Lindl.)
- 자주받침꽃속(Calycanthus L.)

## 계통 분류
2016년 APG IV 분류 체계 및 그 이전의 APG III (2009년), APG II (2003년) 분류 체계에서 우과나무과(Idiospermaceae)를 인정하지 않고 우과나무속을 받침꽃과 내의 우과나무아과(Idiospermoideae)로 분류하기 때문에, 나머지 두 속인 납매속과 자주받침꽃속은 받침꽃아과(Calycanthoideae)로 구분해 분류하게 되었다.